# Chapitre 11 de la loi sur les faillites des États-Unis
Le chapitre 11 de la loi sur les faillites des États-Unis permet aux entreprises de se réorganiser sous la protection de cette même loi. Cette procédure est disponible pour tous les types d'entreprises ainsi que pour les particuliers, bien qu'elle soit le plus souvent utilisée par les sociétés. Par opposition, le chapitre 7 (en) régit la mise en faillite pour liquidation et le chapitre 13 (en) la réorganisation pour la majorité des particuliers.

## Généralités
Quand une entreprise n'est pas en mesure d'assumer sa dette ou de payer ses créanciers, l'entreprise ou ses créanciers peuvent déposer une demande pour être placée sous la protection du chapitre 11 de la loi sur les faillites auprès d'un tribunal fédéral.
Placé sous la protection du chapitre 11, le débiteur garde, dans la plupart des cas, le contrôle de ses opérations, mais est soumis à la surveillance du tribunal, contrairement au chapitre 7 (en), où l'entreprise est mise en faillite et cesse ses activités. Dans ce cas, un mandataire vend alors la totalité de ses actifs, et distribue le produit aux créanciers à concurrence du montant de la dette, puisque le montant résiduel est rétrocédé aux propriétaires de l'entreprise.